# Arycanda leucoplethes
Arycanda leucoplethes är en fjärilsart som beskrevs av Turner 1947. Arycanda leucoplethes ingår i släktet Arycanda och familjen mätare. Inga underarter finns listade i Catalogue of Life.